# Świdówka
Świdówka – część wsi Białopole w Polsce położona w województwie lubelskim, w powiecie chełmskim, w gminie Białopole.